# Provincia di Madang
La  provincia di Madang  è una provincia della Papua Nuova Guinea appartenente alla regione di Momase.

## Geografia fisica

### Principali strade
- North Coast Highway, principale collegamento stradale tra le province di Madang e Morobe, inizia a Lae e termina a Madang.
- Ramu Highway, principale collegamento stradale tra le province di Madang e Sandaun, inizia a Madang e termina a Bak.

## Geografia antropica

### Suddivisioni amministrative
La provincia è suddivisa in distretti, che a loro volta sono suddivisi in aree di governo locale (Local Level Government Areas).
| Distretto                | Capoluogo | Aree LLG            |
| ------------------------ | --------- | ------------------- |
| Distretto di Bogia       | Bogia     | Almami Rural        |
| Distretto di Bogia       | Bogia     | Iabu Rural          |
| Distretto di Bogia       | Bogia     | Yawar Rural         |
| Distretto di Madang      | Madang    | Ambenob Rural       |
| Distretto di Madang      | Madang    | Madang Urban        |
| Distretto di Madang      | Madang    | Transgogol Rural    |
| Distretto di Middle Ramu | Simbai    | Arabaka Rural       |
| Distretto di Middle Ramu | Simbai    | Josephstaal Rural   |
| Distretto di Middle Ramu | Simbai    | Simbai Rural        |
| Distretto di Rai Coast   | Rai Coast | Astrolabe Bay Rural |
| Distretto di Rai Coast   | Rai Coast | Naho Rawa Rural     |
| Distretto di Rai Coast   | Rai Coast | Saidor Rural        |
| Distretto di Sumkar      | Karkar    | Karkar Rural        |
| Distretto di Sumkar      | Karkar    | Sumgilbar Rural     |
| Distretto di Usino Bundi | Usino     | Bundi Rural         |
| Distretto di Usino Bundi | Usino     | Usino Rural         |